# 호아방현
호아방현(베트남어: Huyện Hòa Vang / 縣和榮)은 베트남 남중부 지방 다낭의 현이다. 호아방현의 면적은 707.33 km2로 다낭의 72%에 해당하는 가장 넓은 지역이다.

## 행정 구역
호아방현은 11개의 싸(社)로 구성되어 있다.
- 호아박 (Hoà Bắc / 和北)
- 호아쩌우 (Hoà Châu / 和洲)
- 호아크엉 (Hoà Khương / 和康)
- 호아리엔 (Hòa Liên / 和蓮)
- 호아뇬 (Hoà Nhơn / 和仁)
- 호아닌 (Hoà Ninh / 和寧)
- 호아퐁 (Hoà Phong / 和豐)
- 호아푸 (Hoà Phú / 和富)
- 호아프억 (Hoà Phước / 和福)
- 호아선 (Hoà Sơn / 和山)
- 호아띠엔 (Hoà Tiến / 和進)

## 명소
- 바나힐: 다낭에서 서쪽으로 38km 떨어진 호아닌싸에 위치해 있는 높이 1,487m의 산이다. 20세기 초반부터 프랑스인들은 바나산에 멋진 빌라를 지어 제2의 달랏으로 바꿨다. 주민들은 이 리조트를 바나 누이추아라고 부른다. 이곳의 볼거리로는 프랑스 식민지 시대의 별장, 산 중턱에 있는 고대 사원 등이 있으며, 케이블카에 앉아 이 지역의 산을 감상할 수 있다.
- 호아쭝호 (호아닌과 호아리엔 싸의 영역에 위치)
- 동응헤호
- 꾸데강

## 교통
남북을 잇는 꽝찌-다낭 고속도로 프로젝트가 건설 중인 지역이다. 그 외에도 다음과 같은 도로가 있다.

### 국도
- 국도 제1A호선
- 국도 제14B호선

### 지방도
- DT601 , DT602 , DT604 , DT605

### 철도
- 남북선